# 아케어
아케어(2007년 4월 3일 ~ )는 태국의 배우다.

## 방송
- Girl From Nowhere (2018)
- Wolf (2019)
- 창 아시아 타일랜드 (2024) - 28위